# 米氏擬絨皮鮋
米氏擬絨皮鮋為輻鰭魚綱鮋形目鮋亞目絨皮鮋科的其中一種，為亞熱帶海水魚，分布於印度太平洋澳洲西部鯊魚灣至新南威爾斯、塔斯馬尼亞島海域，棲息深度0-6公尺，體長可達23公分，棲息在沿岸軟底質底層水域，生活習性不明。